# Beaumont Open Invitational
O Beaumont Open Invitational foi um torneio de golfe disputado por dois anos no início da década de 1960 no Terrell Park Municipal Golf Course, em Beaumont, Texas, nos Estados Unidos. Integrava o calendário oficial do PGA Tour.

## Campeões
- 1962 – Dave Ragan sagrou-se campeão ao vencer Dow Finsterwald, Don Massengale e Lionel Hebert no playoff por três tacadas de vantagem[2][3]
- 1961 – Joe Campbell sagrou-se campeão ao vencer Bert Weaver (este o qual é natural da cidade-sede do torneio) por uma tacada de vantagem[4]